# Добыкин, Дмитрий Михайлович
Дмитрий Михайлович Добыкин (11 февраля 1895 года — 3 мая 1966 года) — советский военачальник, генерал-лейтенант войск связи (27.12.1941).

## Биография
Родился 11 февраля 1895 года в селе Костров Костровской волости Рыльского уезда Курской губернии (ныне в Березниковском сельсовете в Рыльском районе Курской области) в крестьянской семье. Русский.
В мае 1915 года был призван в Русскую императорскую армию и принимал непосредственное участие в операциях на Турецком фронте сначала в качестве рядового, а затем — унтер-офицера 222-го пехотного Красненского полка.
В 1916 году окончил телеграфный класс и служил в военно-телеграфной роте 2-го Туркестанского саперного батальона в должности механика и надсмотрщика телеграфа.
В апреле 1917 года северо-западнее города Калкита был тяжело ранен и после лечения в госпитале отправлен на родину в длительный отпуск.
В РККА с 3 марта 1918 года.
С марта 1918 года — начальник команды связи, с июня 1918 года — начальник связи 4-го Курского стрелкового полка, с ноября 1918 года — начальник связи 79-го стрелкового полка 9-й Курской стрелковой дивизии, с октября 1919 года — командир роты связи 27-й стрелковой бригады 9-й стрелковой дивизии, с февраля 1920 года — командир батальона связи 9-й стрелковой дивизии.
В 1920 году Приказом РВСР № 502 — командир роты связи 27 стрелковой бригады 9-й сд Добыкин награждён орденом Красного Знамени.
В сентябре 1922 года назначается командиром роты связи 18-й стрелковой бригады 6-й стрелковой дивизии, в январе 1923 года — помощником командира батальона 19-й стрелковой дивизии, в апреле 1924 года — командиром роты связи 3-го стрелкового корпуса. В 1925 году окончил КУКС при Ленинградской школе. С ноября 1926 года — помощник начальника связи, с июля 1927 года — начальник связи 3-го стрелкового корпуса. В мае 1928 года убыл на учёбу.
В июле 1931 года, находясь на последнем курсе обучения в Военной академии имени М. В. Фрунзе, тяжёлая болезнь, связанная с последствиями ранений, приковала Д. М. Добыкина к постели и он был уволен в запас. После непродолжительного лечения он назначается преподавателем общей тактики и службы связи Инженерно-технической академии связи имени В. Н. Подбельского.
Находясь в запасе, в 1933 году заканчивает Военную академию имени М. В. Фрунзе.
С июля 1936 года, вновь на службе в РККА, начальник связи 56-й стрелковой дивизии.
Осенью 1938 года направлен в Китай для работы в составе группы военных советников, был награждён Чан Кайши орденом Облака и знамени.
С сентября 1938 года — начальник связи Житомирской армейской группы войск. В сентябре-октябре этого же года он принимал участие в освободительном походе в Западную Украину.
С 28 сентября 1939 года — начальник войск связи 5-й армии.
29 ноября 1939 года, Приказом Народного комиссара обороны № 04821, начальнику войск связи 5-й армии Добыкину присвоено воинское звание комбриг.
В 1939—1940 годах участвует в Советско-финской войне, за отличие в которой награждён вторым орденом Красного Знамени.
4 июня 1940 года, Постановлением Совета Народных Комиссаров Союза ССР, Добыкину присвоено воинское звание генерал-майор войск связи.
В довоенный период Добыкин вступил в ВКП(б).
В июле 1940 года назначен начальником войск связи Киевского Особого военного округа.
С началом Великой Отечественной войны Д. М. Добыкин в должности начальника управления связи Юго-Западного фронта. Участник обороны Киева. В сентябре 1941 года во время выхода из окружения в районе города Пирятин был тяжело ранен.
9 ноября 1941 года за боевые отличия Добыкин награждён орденом Ленина.
27 декабря 1941 года, Постановлением Совета Народных Комиссаров Союза ССР, Добыкину присвоено воинское звание генерал-лейтенант войск связи.
В июле 1942 года, сразу после выхода из госпиталя, назначен на должность начальника управления связи Волховского фронта.
С марта 1944 года — начальник управления связи Карельского фронта.
15 ноября 1944 года, после выхода Финляндии из Второй мировой войны, Карельский фронт был расформирован. Основа командующего состава в апреле 1945 года была переправлена на Дальний Восток, где на её базе было проведено формирование 1-го Дальневосточного фронта (изначально Полевое управление Приморской группы войск).
В должности начальника управления связи 1-го Дальневосточного фронта, генерал-лейтенант Добыкин принял участие в Советско-японской войне, за что был награждён орденом Кутузова I степени.
После войны в феврале 1946 года назначен исполняющим должность начальника управления связи Приморского военного округа, в августе 1946 года — начальником Высшей офицерской школы связи Сухопутных войск.
В 1948 году окончил Высшие академические курсы при Высшей военной академии имени К. Е. Ворошилова. С июня 1949 года — начальник управления боевой подготовки войск связи Сухопутных войск. С мая 1952 года — начальник штаба, он же заместитель начальника войск связи Советской Армии.
Уволен в отставку Приказом Министра Обороны СССР № 02484 от 16.06.1953 года.
В соавторстве с военным историком А. Кондаковым им написана книга «Победный путь. Очерк о боевом пути 9-й стрелковой дивизии» (Курское областное издательство, 1962).
Умер 3 мая 1966 года. Похоронен в Москве на Троекуровском кладбище.

## Награды
СССР
- два ордена Ленина (09.11.1941[2][3]; 6.11.1947);
- четыре ордена Красного Знамени (1920; 21.03.1940; 03.11.1944; 24.06.1948);
- орден Кутузова I степени (08.09.1945);
- орден Кутузова II степени (26.08.1944);
- орден Богдана Хмельницкого II степени (02.11.1944);
- орден Отечественной войны I степени[4] (22.02.1944);
  - Медали в.т.ч.:
  - «XX лет Рабоче-Крестьянской Красной Армии» (1938);
  - «За оборону Ленинграда»;
  - «За оборону Киева» (21.06.1961);
  - «За оборону Советского Заполярья»;
  - «За Победу над Германией в Великой Отечественной войне 1941—1945 гг.»;
  - «За победу над Японией».

Приказы (благодарности) Верховного Главнокомандующего в которых отмечен Д. М. Добыкин И. И.
- За прорыв сильно укрепленной обороны немцев северо-западнее Мурманска и овладение городом Петсамо (Печенга) — важной военно-морской базой и мощным опорным пунктом обороны немцев на Крайнем Севере. 15 октября 1944 года № 197.
- За освобождение от немецких захватчиков всего района никелевого производства и занятие важных населенных пунктов Печенгской (Петсамской) области — Никель, Ахмалахти, Сальмиярви. 23 октября 1944 года № 202.
- За пересечение государственной границы Норвегии и овладение городом Киркенес — важным портом в Баренцевом море. 25 октября 1944 года № 205.
- За полное освобождение Печенгской (Петсамской) области от немецких захватчиков. 1 ноября 1944 года № 208.
- За форсирование реки Уссури, прорыв Хутоуского, Мишаньского, Пограничненского и Дуннинского укрепленных районов японцев и овладение городами Мишань, Гирин, Яньцзи, Харбин. 23 августа 1945 года. № 372

Иностранные награды
- Орден Облаков и Знамени (Китай) (1940)

## Воинские звания
- Капитан (26.11.1936);
- Майор;
- полковник (01.1939);
- комбриг (29.11.1939);
- генерал-майор войск связи (04.06.1940);
- генерал-лейтенант войск связи (27.12.1941).